# Music Industry Awards 2009

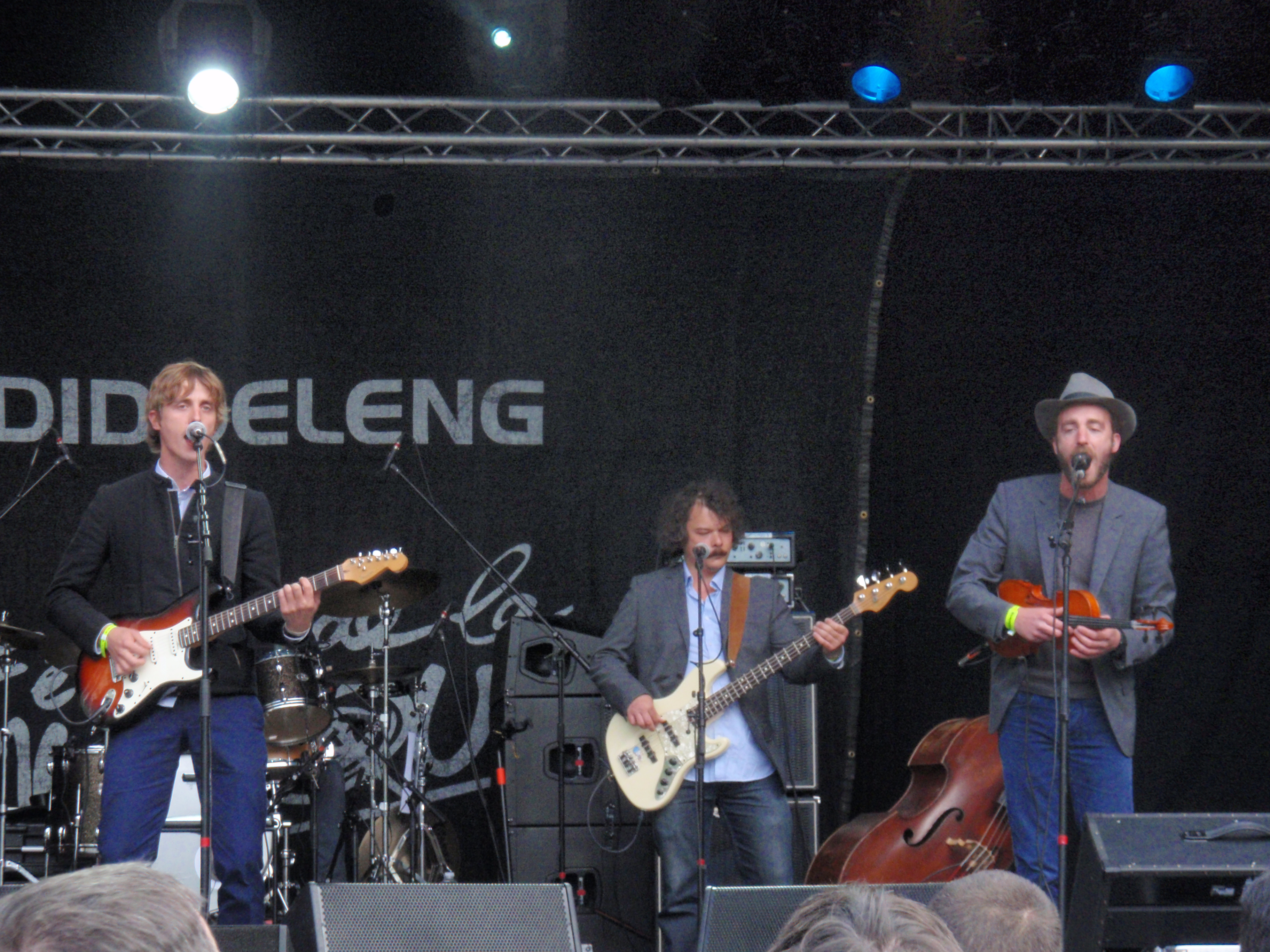
Absynthe Minded kreeg vier MIA's, en was naast Daan de grote winnaar van de avond. De band nam bij hun debuut al meteen de award voor Hit van het jaar en die voor Album mee naar huis.

Op 8 januari 2010 vond de uitroeping plaats van de winnaars van de Music Industry Awards (MIA's) van 2009. De prijsuitreikingen vonden plaats in een door de VRT rechtstreeks uitgezonden televisieshow, welke werd gepresenteerd door Marcel Vanthilt.
Er waren in totaal elf categorieën waar het publiek de winnaar bepaalde en vijf categorieën waar de muzieksector zelf de winnaar aanwees.
In elk van de categorieën behalve "Hit van het Jaar" waren er vier door een jury geselecteerde genomineerden. Voor de tien publiekscategorieën hierbinnen kon het publiek door middel van stemmen in de periode 4 t/m 25 december 2009 de winnaar bepalen.
Voor de speciale publiekscategorie "Hit van het Jaar" waren er aanvankelijk 50 genomineerden. Na een voorronde was dit aantal ook teruggebracht tot 4 eindgenomineerden. Het publiek bepaalde de uiteindelijke winnaar in deze categorie tijdens de televisieshow op 8 januari, door middel van televoting.
Absynthe Minded en Daan waren de grote winnaars van 2009 met ieder vier MIA's. Absynthe Minded won de belangrijke MIA voor Hit van het Jaar en daarnaast de prijzen voor beste album, beste rock/alternative en beste groep. Daan won de prijzen voor beste solo man, beste auteur/componist, beste videoclip en beste artwork. De Gentse band Das Pop waren dan weer de grote verliezers. Ze werden zes keer genomineerd, maar in alle categorieën waren Daan en Absynthe Minded populairder. 

## De winnaars van 2009
Hieronder de volledige lijst van winnaars in elke categorie.
| Categorie               | Winnaars                            | Genomineerden | Uitgereikt door        |
| ----------------------- | ----------------------------------- | --- | ---------------------- |
| Hit van het jaar        | Absynthe Minded Envoi               | - Lady Linn - I don't wanna dance - Customs - Rex - DAAN - Exes                                                        | publiek via televoting |
| Beste solo man          | Daan                                | - Bart Peeters - Milow - Jasper Erkens                                                                                 | publiek                |
| Beste solo vrouw        | Lady Linn and her Magnificent Seven | - Eva De Roovere - Natalia - Axelle Red                                                                                | publiek                |
| Beste groep             | Absynthe Minded                     | - Das Pop - Clouseau - Vaya Con Dios                                                                                   | publiek                |
| Beste videoclip         | Daan - Exes                         | - Das Pop - Never Get Enough - Hadise - Fast Life - The Hickey Underworld -Blonde Fire                                 | publiek                |
| Beste popartiest        | Lady Linn and her Magnificent Seven | - Jasper Erkens - Natalia - Hadise                                                                                     | publiek                |
| Beste Nederlandstalig   | Bart Peeters                        | - Yevgueni - Frank Vander linden - Clouseau                                                                            | publiek                |
| Beste dance/elektronica | Milk Inc.                           | - Buscemi - Lasgo - Sound of Stereo                                                                                    | publiek                |
| Beste rock/alternative  | Absynthe Minded                     | - Das Pop - Customs - The Hickey Underworld                                                                            | publiek                |
| Beste populaire artiest | Free Souffriau                      | - Christoff - Will Tura - The Sunsets                                                                                  | publiek                |
| Beste live-act          | The Black Box Revelation            | - Das Pop - Clouseau - Zap Mama                                                                                        | publiek                |
| Beste album             | Absynthe Minded - Absynthe Minded   | - DAAN - Manhay - Das Pop - Das Pop - Vaya Con Dios - Comme on est venu                                                | muziekindustrie        |
| Beste doorbraak         | Jasper Erkens                       | - Customs - Isbells - The Hickey Underworld                                                                            | muziekindustrie        |
| Beste auteur/componist  | Daan                                | - Bert Ostyn (A. Minded) - Bram Vanparys (The Bony K.) - Frank Vander linden                                           | muziekindustrie        |
| Beste muzikant          | Jef Neve                            | - Bert Embrechts - Mario Goossens - Tom Vanstiphout                                                                    | muziekindustrie        |
| Beste artwork           | Daan voor Manhay                    | - Axelle Red - Sisters & empathy - Tomàn - Where wolves wear wolf wear - The Hickey Underworld - The Hickey Underworld | muziekindustrie        |

## Meeste nominaties & awards

### Nominaties
| Aantal Nominaties | Artiest               |
| ----------------- | --------------------- |
| 6                 | DAAN                  |
| 5                 | Absynthe Minded       |
| 5                 | Das Pop               |
| 4                 | The Hickey Underworld |
| 3                 | Customs               |
| 3                 | Clouseau              |
| 3                 | Jasper Erkens         |
| 3                 | Lady Linn             |
| 2                 | Hadise                |
| 2                 | Axelle Red            |
| 2                 | Vaya Con Dios         |
| 2                 | Bart Peeters          |
| 2                 | Natalia               |
| 2                 | Frank Vander linden   |

### Awards
| Aantal awards | Artiest         |
| ------------- | --------------- |
| 4             | DAAN            |
| 4             | Absynthe Minded |
| 2             | Lady Linn       |

## Trivia
- De uitreiking van de laatste prijs, voor Hit van het Jaar, werd gedaan door Prins Laurent van België.
- In de show maakten eveneens twee "éminences grises" uit de Vlaamse politiek hun opwachting, namelijk de Leuvense burgemeester Louis Tobback en senator Herman De Croo.
- Andere mensen die de prijs mochten uitreiken waren Erika Van Tielen, Stany Crets & Peter Van den Begin, Henk Rijckaert & Bert Gabriëls, Stijn Coninckx, Claudio Dell'Anno & Gaëlle Six, Luc De Vos, Michiel Devlieger & Lucas Van den Eynde.